# غونجالة
الغُوَنْجَالة أو الخَدِّيَّة هو منتج لحوم مملحة إيطالية محضرة من لحم خَدَّيّ الخنزير. اسمها مشتق من الإيطالية وتعني الخد.